# 4-fluoro amfetamina
La 4-fluoroamfetamina (abbreviata 4-FA) è una sostanza psicoattiva, appartenente alla classe dei derivati dell'amfetamina (dalla quale differisce per la presenza di un atomo di fluoro in posizione para nell'anello aromatico), dagli spiccati effetti entactogeni e stimolanti. 
Divenuta nota come smart drug (alternativa alle droghe illegali) per via dei suoi effetti simili a quelli dell'ecstasy, è ad oggi una sostanza controllata.

## Effetti
Gli effetti della 4-FA includono euforia ed entactogenesi, simili a quelli dell'MDMA ma descritti come meno intesti e maggiormente gestibili, aumento della sensazione di energia (stimolazione), aumento del tono dell'umore della socievolezza, diminuzione dell'appetito. Gli effetti collaterali possono invece includere nausea, mal di testa, bruxismo, insonnia e tachicardia ed ipertermia.
Secondo le informazioni riportate dagli assuntori, le dosi variano tra 15-30 mg (assunti per via orale) ed i 200 mg. Le dosi tipiche sono comprese tra gli 80 ed i 150 mg. Gli effetti insorgono all'incirca 30 minuti dopo l’assunzione orale, con una insorgenza che è stata descritta simile a quella del mefedrone, che raggiunge il picco in 2-3 ore; la diminuzione di tali effetti è lenta (anche 12 ore) tant'è che viene descritto come una sostanza a lunga durata di azione. A differenza di altre sostanze come l'ecstasy, non sembra possedere i pesanti effetti di hangover.

## Farmacologia
La 4-FA agisce come releaser ed inibitore del reuptake delle monoamine dopamina, serotonina e noradrenalina con un valore EC50 rispettivamente di 2.0 x 10−7 M, 7.3 x 10−7 M, e 0.37 x 10−7 M (mentre gli IC50 sono rispettivamente 7.7 x 10−7 M, 68 x 10−7 M, e 4.2 x 10−7 M). L'aumento della concentrazione di tali neurotrasmettitori a livello del vallo sinaptico si crede sia il responsabile dei suoi effetti psicoattivi.
Il metabolismo di questa sostanza non è stato ancora completamente delucidato ma la sostituzione in posizione 4 dell'anello con un atomo di fluoro rende il composto resistente alla disattivazione epatica da parte del citocromo P450.
La 4-FA non sembra espletare effetti neurotossici, a differenza di suoi analoghi come la 4-cloroamfetamina e la 4-metilamfetamina, o altre sostanze stupefacenti dalla simile azione farmacologica come l'ecstasy, dal momento che non causa deplezione dei livelli di serotonina dopo la somministrazione. Ciò riflette la caratteristica dei derivati fluorurati di resistere alle classiche vie metaboliche di degradazione. Diversi studi riportano complicazioni cardiovascolari gravi specie in soggetti sensibili dopo l'assunzione della sostanza e complicazioni simil amfetaminiche.
Sono stati documentati diversi casi di morte a seguito dell'assunzione di 4-FA in cui è a volte però stata rilevata la coassunzione di diverse altre sostanze stupefacenti.